# Micheletto Corella
Micheletto Corella (Valencia, vermoedelijk 1470 - Milaan, januari of februari 1508), ook wel Michelotto, was een condottiere in dienst van Cesare Borgia. De in Spanje geboren edelman was actief aan het einde van de 15e eeuw en het begin van de 16e eeuw in Italië als officier en als persoonlijke moordenaar voor Borgia.

## Leven
Micheletto Corella studeerde samen met Cesare Borgia aan de universiteit van Pisa en was met hem bevriend. In 1499 was hij de gouverneur van Forlì en in 1502 van Piombino. Van 1503-1505 zat hij gevangen in Florence en Rome, maar ondanks martelingen liet hij niets los over de geheimen van Cesare Borgia. Corella's vrijlating werd bewerkstelligd door paus Julius II, de opvolger van Borgia-paus Alexander VI. In Florence werd hij op voorspraak van Machiavelli militair commandant van de stad, een functie die hij tot 1507 bekleedde. Het jaar erna werd Corella om onbekende redenen vermoord in Milaan.
Hij komt enkele malen voor in de geschriften van Machiavelli, die ook een aantal moorden beschrijft, gepleegd in opdracht van Cesare Borgia. Tot Corella's slachtoffers worden gerekend: hertog Alfons van Bisceglie, een onwettige zoon van Alfons II van Napels en de tweede echtgenoot van Lucrezia Borgia, Vitellozzo Vitelli, Oliverotto da Fermo, en Francesco Orsini, de hertog van Gravina, en diens neef Paolo (Pagolo) Orsini.

## Moderne media
- In de BBC-serie The Borgias wordt de rol van Micheletto gespeeld door Maurice O'Connell.
- In de Showtime-serie The Borgias treedt Micheletto op in alle afleveringen als een dragend personage. Sean Harris is de acteur die hem gestalte geeft.
- Micheletto is een personage in het videospel Assassin's Creed: Brotherhood.